# Бермудские Острова на зимних Олимпийских играх 2006
Бермуды принимали участие в Зимних Олимпийских играх 2006 года в Турине (Италия) в пятый раз за свою историю, но не завоевали ни одной медали.

## Результаты соревнований

### Скелетон
Мужчины
| Соревнование | Спортсмен       | 1 заезд   | 1 заезд | 2 заезд   | 2 заезд | Итоговый результат | Отставание | Итоговое место |
| Соревнование | Спортсмен       | Результат | Место   | Результат | Место   | Итоговый результат | Отставание | Итоговое место |
| ------------ | --------------- | --------- | ------- | --------- | ------- | ------------------ | ---------- | -------------- |
| мужчины      | Патрик Синглтон | 1:00,06   | 22      | 59,75     | 18      | 1:59,81            | +3,93      | 18             |